# فرد زاور
فرد زاور (بالألمانية: Fred Sauer)‏ هو كاتب سيناريو ومخرج وممثل نمساوي، ولد في 14 يوليو 1886 في النمسا، وتوفي في 17 سبتمبر 1952 ببرلين في ألمانيا.

## وصلات خارجية
- فرد زاور على موقع IMDb (الإنجليزية)
- فرد زاور على موقع ألو سيني (الفرنسية)
- فرد زاور على موقع قاعدة بيانات الأفلام السويدية (السويدية)
- فرد زاور على موقع قاعدة بيانات الفيلم (الإنجليزية)
- فرد زاور على موقع كينوبويسك (الروسية)